# 1388 w polityce

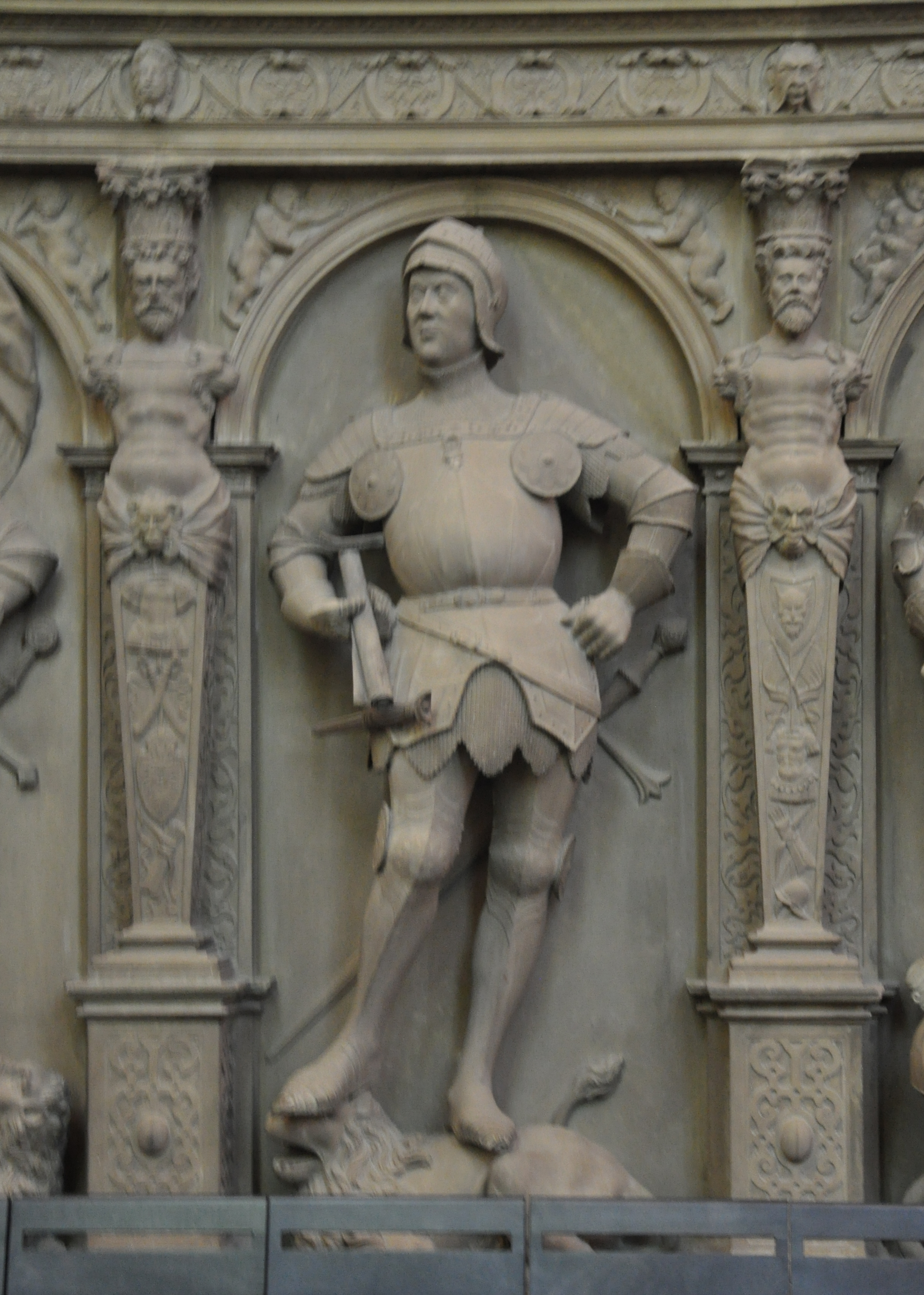
Eberhard IV WirtemberskI

Wydarzenia polityczne w 1388 roku.

## Urodzeni
- 23 sierpnia Eberhard IV, hrabia Wirtembergii[1].

## Zmarli
- Bodzanta, arcybiskup gnieźnieński[2].
- 21 maja Kuno II z Falkensteinu, arcybiskup Trewiru[3].